# Condition des femmes en Tunisie
La condition des femmes en Tunisie est déterminée à la fois par le système juridique, notamment le Code du statut personnel (CSP) qui est l'un des plus modernes du monde arabe, et par les us et coutumes.
Dans le domaine matrimonial, la Tunisie reste souvent considérée comme un État ouvert aux modifications du monde moderne,. 
La Tunisie fête deux journées dédiées aux femmes : la Journée internationale des femmes (8 mars) et le 13 août, date-anniversaire de la promulgation du CSP, qui est devenu un jour férié déclaré « Journée nationale de la Femme ».

## Plan juridique

### Présidence de Habib Bourguiba
Quelques mois après l'indépendance, le gouvernement de Habib Bourguiba promulgue le Code du statut personnel (13 août 1956). Cette réforme transforme légalement la condition de la femme. Parmi ses principales dispositions, on peut citer l'abolition du droit de contrainte matrimoniale, la suppression de la polygamie et de la répudiation unilatérale. Habib Bourguiba institue une forme de « féminisme d'État » note l'historienne et politologue Stéphanie Latte-Abdallah, en promulguant des lois égalitaires au niveau du droit de la famille (divorce, reconnaissance de l'adoption, avortement non thérapeutique).

### Constitution
Le 26 janvier 2014, l'assemblée constituante adopte la nouvelle Constitution. Celle-ci conforte la Tunisie dans sa place de pays progressiste en matière de droits des femmes dans le monde arabo-musulman. Ainsi, l'article 21 proclame l'égalité entre les citoyens et citoyennes devant la loi sans aucune discrimination, l'article 34 garantit la représentativité des femmes dans les assemblées élues et l'article 40 accorde le droit à un travail exercé dans des conditions décentes et à un salaire équitable. Par ailleurs, l'article 46, consacré spécifiquement aux droits des femmes, engage l'État à protéger leurs droits acquis, à les soutenir et à les améliorer, à garantir l'accès des hommes et des femmes aux différentes responsabilités et, ce dans tous les domaines, à instaurer un principe de parité et à éradiquer les violences faites aux femmes.

### Réformes
À l'occasion du 50e anniversaire de la promulgation du CSP, le président de l'époque, Zine el-Abidine Ben Ali, annonce deux projets de loi qui ont été adoptés par la Chambre des députés le 8 mai 2007. Le premier renforce le droit au logement au bénéfice de la mère ayant la garde des enfants et le second unifie l'âge minimum au mariage à 18 ans pour les deux sexes bien que la moyenne d'âge réelle au mariage soit passée à 25 ans pour la femme et à 30 pour l'homme.
Une loi adoptée le 10 novembre 2015 permet aux femmes de voyager avec leurs enfants mineurs sans avoir à demander l'autorisation préalable du père.
En 2017, une circulaire datant de 1973 et interdisant le mariage des femmes avec des non-musulmans est abolie.
En août 2018, et pour la première fois, une femme célibataire obtient l'accord pour adopter une petite fille, détournant ainsi l'article 27 de la loi de 1958 qui exige pour l'adoption le fait d'être mariée, divorcée ou bien veuve, en se basant dans sa décision sur l'intérêt de l'enfant qui porte un handicap.

### Convention de l'ONU sur la discrimination envers les femmes
Quant aux réserves dont a fait preuve la Tunisie lors de la signature de la Convention sur l'élimination de toutes les formes de discrimination à l'égard des femmes de 1979, elles montrent que le pouvoir n'est pas encore décidé à franchir le pas de l'égalité. La convention est signée le 24 juillet 1980, mais en portant des réserves, à l'instar d'autres pays musulmans, sur quelques alinéas des articles 15, 16 et 29 en raison « de leurs contradictions avec les dispositions du CSP et du Coran »,, justifiant de pratiques discriminatoires au nom des us et coutumes. Entre autres, ces réserves permettent de maintenir la qualité de chef de famille de l'époux et du père, l'inégalité successorale et l'inégalité des parents dans l'attribution de la nationalité aux enfants. Ces réserves s'accompagnent d'une déclaration générale qui argue de la référence constitutionnelle à l'islam, en tant que religion d'État, pour laisser telles quelles les dispositions législatives et réglementaires discriminatoires à l'égard des femmes.
Néanmoins, bien que l'Association des femmes tunisiennes pour la recherche et le développement et l'Association tunisienne des femmes démocrates (ATFD) présentent un document dans lequel elles demandent l'application sans réserve de la convention, cette convention est ratifiée sous la pression le 20 septembre 1985 mais avec réserves. 
À l'occasion de l'annonce le 8 mars 2008 de l'adhésion gouvernementale au protocole additionnel de la convention, coïncidant avec la Journée internationale des femmes, la présidente de l'ATFD Khadija Chérif qualifie le processus de « positif mais encore insuffisant » et indique qu'elle continuera « de militer pour la levée des réserves qui vident de leur sens la convention ».
En 2011, le gouvernement de transition présente un projet de décret de loi visant à mettre fin à ces réserves mais le mouvement Ennahdha, arrivé en tête des élections d'octobre 2011, milite pour les maintenir.
En 2014, les réserves sont levées, mais la déclaration générale, qui stipule que « le gouvernement tunisien déclare qu'il n'adoptera, en vertu de la convention, aucune décision administrative ou législative qui serait susceptible d'aller à l'encontre des dispositions du chapitre premier de la Constitution » est conservée,.

## Statistiques sur le rôle social des femmes
Les femmes constituent 25 % de la population active du pays en 2013, alors qu'elles n'étaient que 20,9 % en 1989 et à peine 5,5 % en 1966.

### Travail

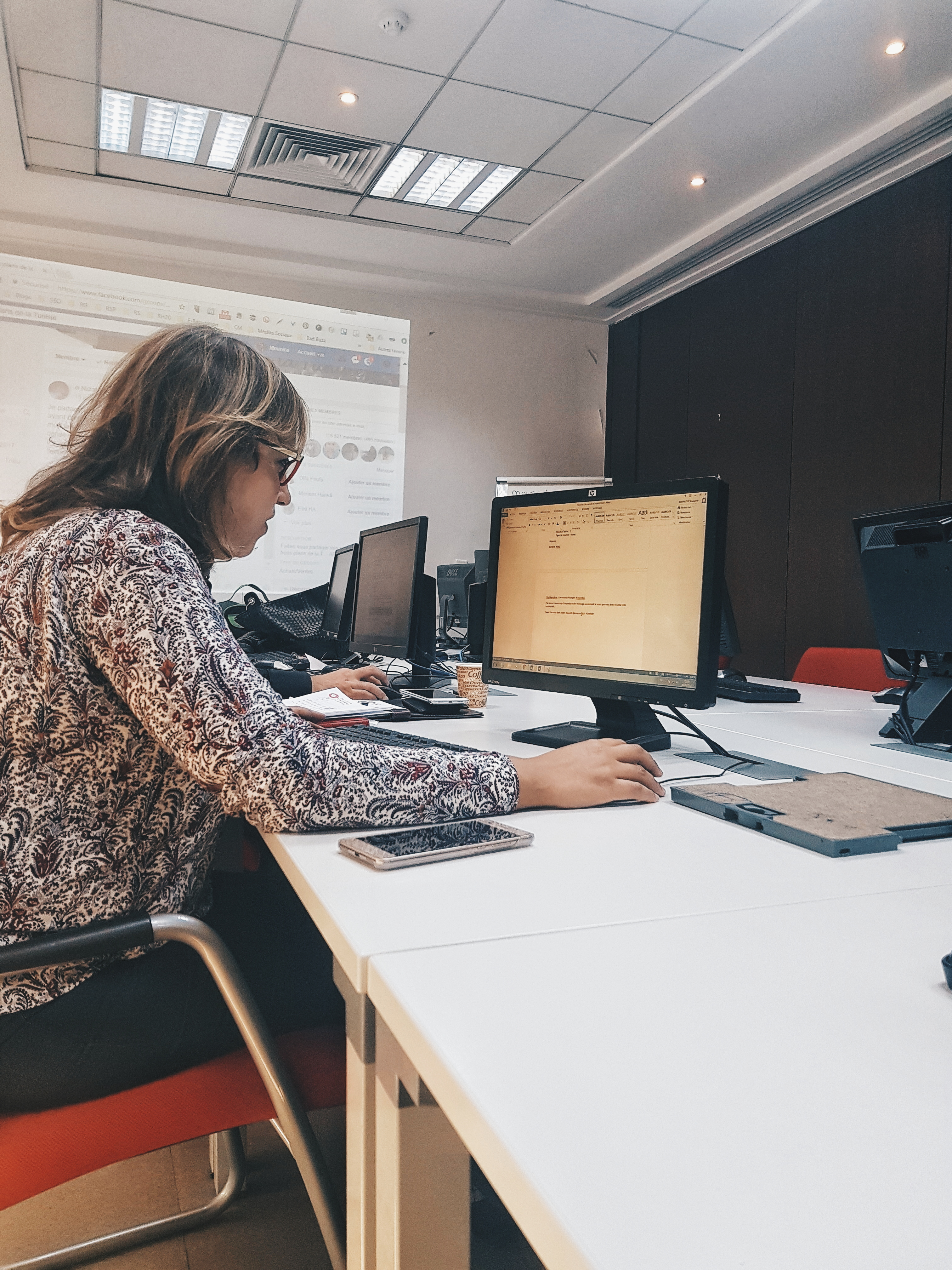
Fonctionnaire d'une compagnie de télécommunication à Tunis.

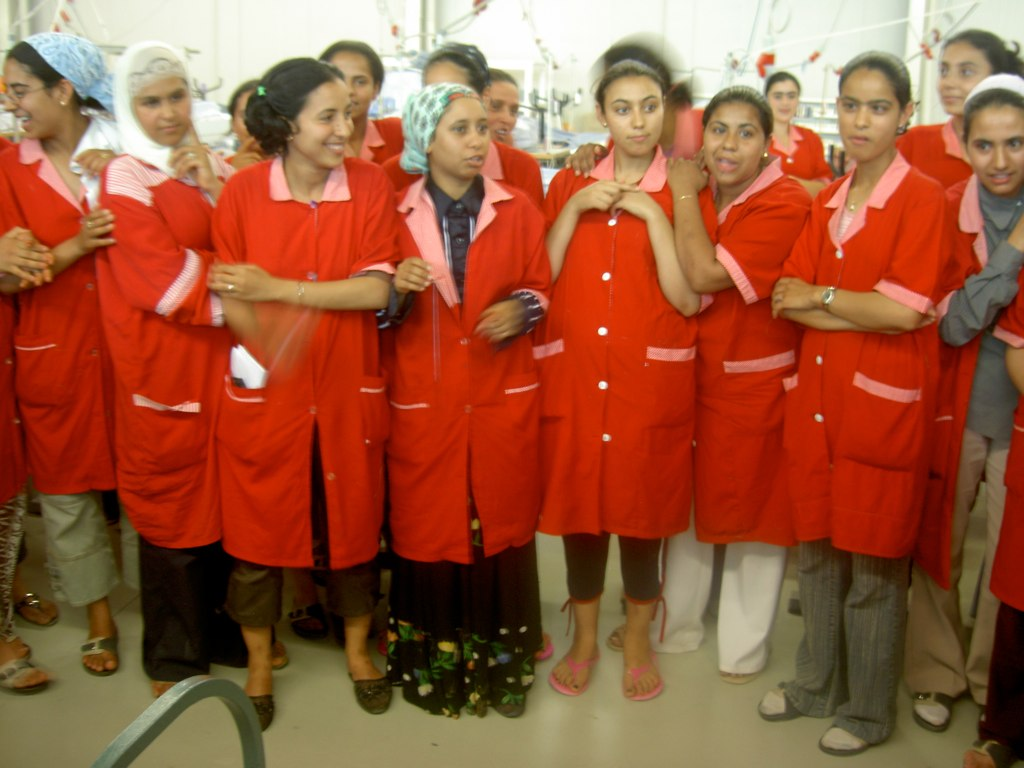
Ouvrières d'une usine textile de Soliman.

Elles travaillent dans tous les corps de métier, dont l'armée, l'aviation civile ou militaire et la police et représentent 72 % des pharmaciens, 42 % du corps médical, 27 % des magistrats, 31 % des avocats et 40 % des professeurs d'université. En outre, entre 10 000 et 15 000 d'entre elles sont chefs d'entreprise. Néanmoins, le chômage touche davantage les femmes que les hommes puisque ces dernières sont à 16,7 % privées d'emploi au lieu de 12,9 % d'hommes selon le taux de 2004.
Par ailleurs, de 1999 à 2004, la création d'emplois s'est accrue dans une proportion de 3,21 % pour les femmes, soit une moyenne de 19 800 postes créés par an.
En 2015, la part de femmes dans la population active est de 28,2 %.

### Éducation
Les filles représentent 59,5 % des étudiants de l'enseignement supérieur. 
De plus, le taux d'analphabétisme des femmes de 10 ans et plus est passé de 96 % en 1956 à 58,1 % en 1984, 42,3 % en 1994 puis 31 % en 2004, bien que le taux masculin soit de 14,8 % en 2004. Cela s'explique notamment par le fait que le nombre de filles au primaire est de 52 en 1965 et de 83 en 1989 pour 100 garçons et au secondaire de 37 en 1965 et de 75 en 1989.
En application de l'article 21 de la Constitution ainsi que des articles 1 et 8 de la loi no 80 de 2002 relative à l'éducation et à l'enseignement, le ministre de l'Éducation nationale publie le 23 janvier 2018 une note de service interdisant toute séparation entre les deux sexes dans les classes ou dans tout espace éducatif, et toute entrave à ces directives expose à des sanctions administratives immédiates.

### Parité
Avant l'adoption du principe de parité, les femmes représentent 14,89 % des membres du gouvernement, 27,57 % (soit 59 sur 214) des députés de la chambre élue le 25 octobre 2009, 27,06 % des conseillers municipaux et 18 % des membres du Conseil économique et social,. Si le principe de parité pour l'élection de l'assemblée constituante est adopté en avril 2011, il ne s'accompagne pas pour autant d'une plus forte représentation des femmes dans les instances politiques. Dans l'assemblée constituante en 2014, sur près de 300 sièges, on ne compte que 49 femmes, dont quarante issues du parti islamiste Ennahdha. Caroline Fourest indique en 2011 que « la parité — et non l'égalité — ne pose aucun problème aux intégristes. Puisqu'elle recoupe leur vision différentielle des hommes et des femmes. Et qu'ils n'auront aucune difficulté à présenter des candidates intégristes pour porter leurs idées ».
Lors des élections municipales de 2018, les premières depuis la révolution, les listes présentées doivent respecter la parité hommes-femmes, fait inédit dans le monde arabo-musulman.

## Volonté moderniste ou nécessité politique?

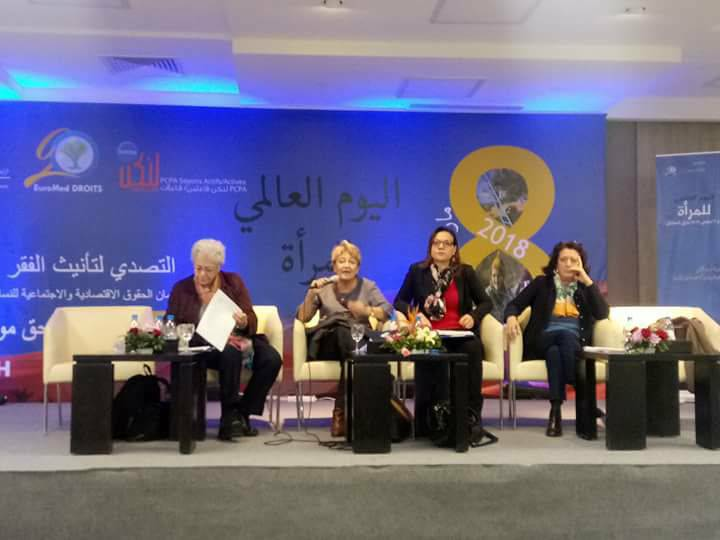
Hafidha Chekir, Sana Ben Achour, Ansar Mnawer et Khadija Chérif, à Tunis, le 9 mars 2018, lors d'une conférence sur les droits économiques de la femme tunisienne.

En Tunisie, la poursuite de la politique féministe est d'autant plus nécessaire qu'elle constitue le principal argument de la bonne image du pays en Europe. En effet, bien que la croissance économique ne soit pas négligeable, elle ne se démarque pas d'autres pays de l'Afrique du Nord comme le Maroc, alors que l'étouffement de la liberté d'expression et de l'opposition politique ternissent longtemps la réputation du pays à l'étranger. Reste la condition féminine, domaine dans lequel la Tunisie sous Bourguiba comme sous Ben Ali peut revendiquer sa singularité. 
Le pays profite sous le règne de Bourguiba d'une réputation solide de république civile et laïque dans une région plutôt constituée de dictatures militaires ou de monarchies liées à la religion. Toutefois, la promulgation du CSP s'est accompagnée de justifications à partir d'une interprétation libérale de la loi religieuse alors que le CSP lui-même est promulgué de manière autoritaire puisqu'il n'a pas fait l'objet d'un débat public ou au sein de l'assemblée constituante.
Le 9 février 1994, une « Journée de la femme tunisienne » est organisée au Sénat français sous le titre « Une modernité assumée, la Tunisie ». Peu après un débat organisé en juin 1997 au Parlement européen sur la situation des droits de l'homme en Tunisie, des Tunisiennes sont envoyées à Strasbourg pour donner à l'Europe une autre image de leur pays. 

Suivent alors une série d'articles élogieux de la presse française sur la condition féminine en Tunisie. En octobre 1997, lors de la visite officielle de Ben Ali en France, les défenseurs du régime tunisien brandissent aussi le statut des femmes tout en écartant les critiques dont il fait l'objet de la part des organisations de défense des droits humains : 
« Le régime tunisien est-il donc « féministe » par nécessité politique et pour masquer le déficit démocratique qu'il semble se plaire à creuser, ou par conviction moderniste ? »
En août 1994, lors d'un séminaire consacré aux femmes et à la famille, l'ATFD dénonce l'ambiguïté du pouvoir et l'utilisation de la religion pour régler la condition féminine dans le pays, critiquant principalement « l'oppression patriarcale des femmes ». En outre, les femmes tentées de se révolter contre le discours officiel sont rapidement rappelées à l'ordre, notamment par le biais d'une presse rigoureusement contrôlée par les autorités. La présidente de l'ATFD, la juriste Sana Ben Achour, explique ainsi le 9 mars 2010 que son organisation vit une « situation de verrouillage et d'étranglement qui signifie une rupture de toute possibilité de dialogue avec les autorités publiques ». Elle dénonce entre autres « l'encerclement policier » du siège de l'ATFD et de son université féminine, et le fait que l'association ait été empêchée de jouer une pièce de théâtre censée marquer la Journée internationale des femmes du 8 mars.

Dans le même contexte, la cinéaste Moufida Tlatli — rendue célèbre par son film Les Silences du palais (1994) — est lourdement critiquée dans le magazine Réalités pour avoir manifesté son scepticisme sur le féminisme supposé de l'islam au cours d'une émission de télévision française diffusée en octobre 1994. Le 13 août 2003, à l'occasion du 47e anniversaire de la promulgation du CSP, la Ligue tunisienne des droits de l'homme déclare : 
« Nous estimons que l'égalité totale entre les hommes et les femmes reste une revendication fondamentale. »
Colette Juillard-Beaudan pense que les femmes tunisiennes, « quitte à choisir une forme de démocratie, [elles] la préfèrent laïque ».

## Féminisme et mouvements activistes

### Avant l'indépendance
En 1924, la Tunisienne Manoubia Ouertani critique le port du voile. Cette année là, et en 1929, Nadjet Ben Othman et Habiba Menchari arrivent publiquement à la tribune d'une réunion du Destour sans en porter.
En 1936, Bchira Ben Mrad crée avec d'autres femmes l'Union musulmane des femmes de Tunisie (ar). Le mouvement, qui souhaite coordonner les femmes en vue de s'opposer à la politique coloniale française, avance aussi, bien que prudemment, sur la question de l'émancipation des femmes. Dans ses écrits, Ben Mrad souligne après d'autres avant elle au XIXe siècle, que le Coran ne dénie pas de droits aux femmes, et ne s'oppose pas à leur éducation. Dans la réalité, celles-ci doivent obéissance à leur père ou à leur mari, et parviennent quelquefois à résister aux injustices devant les tribunaux coraniques, en invoquant la charia. Certaines arrivent à divorcer en plaidant l'impotence de leur mari, ou, si elles ont conclu un contrat de mariage prévoyant la monogamie, en s'appuyant sur un éventuel second mariage ou une infidélité. Les femmes les moins défavorisées peuvent suivre des études coraniques et accéder au certificat d'études. Le féminisme est vu comme une émanation du colonialisme, et les rares hommes qui osent proposer une égalité de droits, à l'image de Tahar Haddad, sont fortement critiqués, même si pour les musulmans les plus progressistes, sa défense du droit à l'éducation et au travail et son rejet du voile, de la polygamie et de la répudiation ne sont pas contraires au Coran.

### Période contemporaine
Plusieurs associations et organisations internationales militent pour améliorer davantage la situation des personnes s'identifiant comme femme en Tunisie. C'est grâce à ces institutions et aux efforts des activistes que certaines lois ont été modifiées.

#### Association tunisienne des femmes démocrates

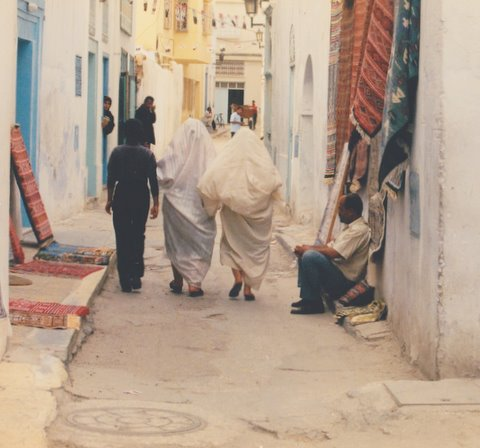
Trois femmes dans une rue en Tunisie.

Parmi ces organisations non gouvernementales, on peut citer l'Association tunisienne des femmes démocrates qui, depuis sa fondation en 1989, milite pour l'égalité effective des droits comme pour celui de l'héritage en soutenant le projet de loi proposé le 27 février 2017 par le président de la République Béji Caïd Essebsi.

#### Fal Gatna
Fal Gatna est un collectif d'activistes qui est créé en 2020 qui défend les droits de toute personne s'identifiant comme femme. Le 14 décembre 2019, le collectif organise sa première manifestation, l'un des premiers rassemblements féministes dans l'histoire de la Tunisie à ne pas être limité aux femmes cisgenres tunisiennes. Pendant ce rassemblement qui s'est tenu à la kasbah de Tunis, centre du pouvoir politique du pays, les participantes chante en dialecte tunisien l'hymne féministe chilien, Un violeur sur ton chemin. Ceci survient en réponse au scandale du député Zouhair Makhlouf, élu lors des élections législatives de 2019 et accusé de harcèlement sexuel.

## Violences
Si le viol et les violences sexuelles sont un sujet tabou en Tunisie, plusieurs études tendent à prouver qu'il est un phénomène important, lié notamment au climat d'insécurité qui existe dans le pays depuis la révolution de 2011 et à la représentation du corps des femmes par les hommes, certains d'eux se faisant critiques sur l'émancipation des femmes, notamment hors des villes, justifiant leur violence comme une « réaction » à cette modernité. En janvier 2019, des statistiques révélées par l'hôpital Charles-Nicolle et confirmée par le ministère de la Justice font état de 800 cas de viols déclarés par an (soit deux par jour), 65 % des victimes étant des enfants, dont 80 % de filles. La majorité des victimes préférant ne pas porter plainte, ce nombre pourrait être en réalité bien plus important. Par ailleurs, 3 000 plaintes sont déposées en moyenne par mois par des Tunisiennes victimes de violence, même si certaines peuvent être ensuite retirées sous la pression. La loi sur les crimes sexuels peut aller jusqu'à la peine de mort.

### Filmographie
- Tunisie, histoire de femmes, film de Feriel Ben Mahmoud, Alif Productions, Paris, 2005.